# Yamba Asha
Yamba Asha   (Luanda, 31 de juliol de 1976) és un exfutbolista angolès de la dècada de 2000.
Fou internacional amb la selecció de futbol d'Angola. Pel que fa a clubs, destacà a Atlético Sport Aviação i Petro Atlético.
Fou sancionat amb nou mesos per donar positiu en un test de dopatge el 2005.

## Partits internacionals
| Selecció de futbol d'Angola | Selecció de futbol d'Angola | Selecció de futbol d'Angola |
| Any                         | Partits                     | Gols                        |
| --------------------------- | --------------------------- | --------------------------- |
| 2000                        | 4                           | 0                           |
| 2001                        | 10                          | 0                           |
| 2002                        | 2                           | 0                           |
| 2003                        | 4                           | 0                           |
| 2004                        | 10                          | 0                           |
| 2005                        | 6                           | 0                           |
| 2006                        | 1                           | 0                           |
| 2007                        | 6                           | 0                           |
| 2008                        | 10                          | 1                           |
| 2009                        | 5                           | 0                           |
| Total                       | 58                          | 1                           |